# برايان كيلي (صحفي)
برايان كيلي (بالإنجليزية: Brian Kelly)‏ هو صحفي ومؤلف أمريكي، ولد في 13 سبتمبر 1954 في باسيك في الولايات المتحدة.